# Ам-Зальцгафф
Ам-Зальцгафф (нім. Am Salzhaff) — громада в Німеччині, розташована в землі Мекленбург-Передня Померанія. Входить до складу району Росток. Складова частина об'єднання громад Нойбуков-Зальцгафф.
Площа — 15,45 км2. Населення становить 544 ос. (станом на 31 грудня 2020).

## Галерея

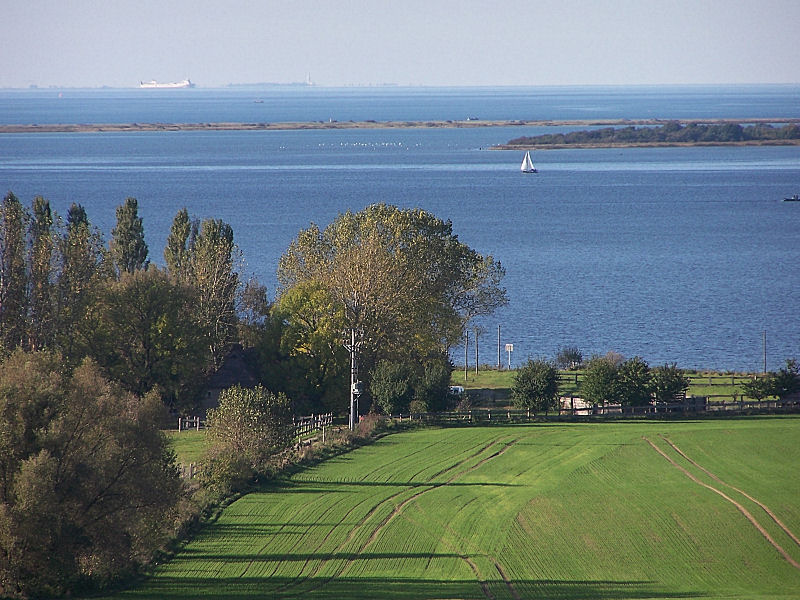